# Lee Kum Kee

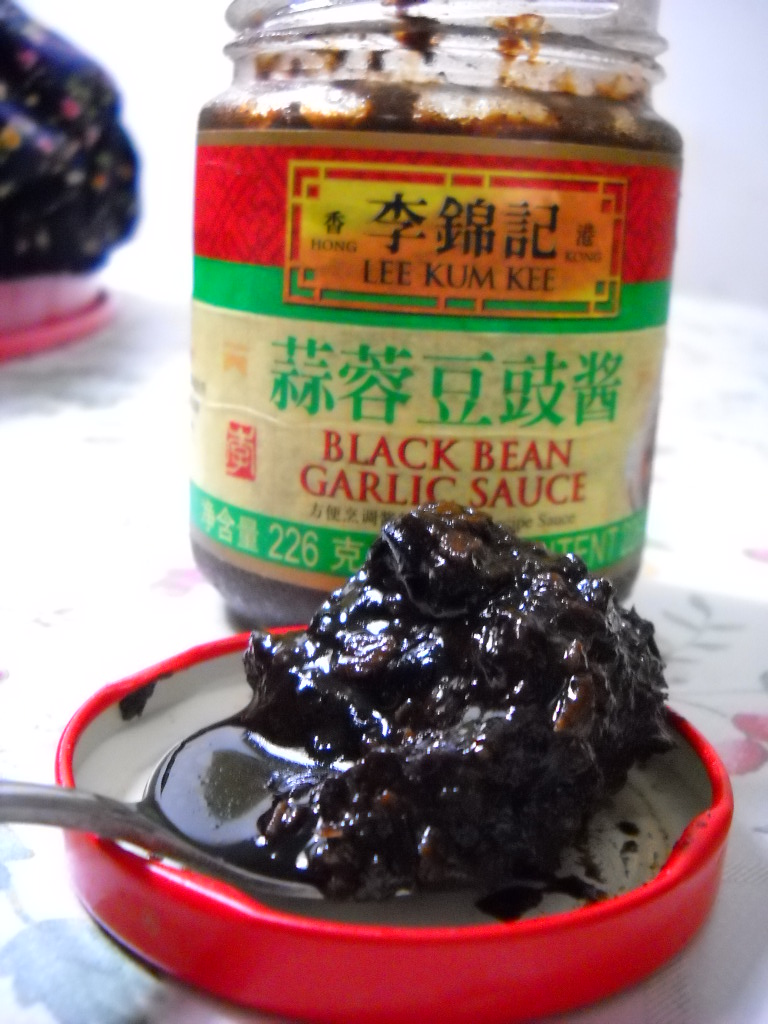
Soße von Lee Kum Kee

Lee Kum Kee Company Limited (chinesisch 李錦記有限公司 / 李锦记有限公司, Pinyin Lǐ Jǐn jì yǒuxiàn gōngsī, Jyutping Lei5 Gam2 gei3 jau5 haan6 gung1 si1) ist ein in Hongkong ansässiges Lebensmittelunternehmen, das sich auf die Herstellung einer breiten Palette chinesischer und asiatischer Saucen spezialisiert hat. Lee Kum Kee wurde 1888 von Lee Kum Sheung in Nanshui, Zhuhai, Guangdong, gegründet und produziert über 200 chinesische Saucen, darunter Austernsauce, Sojasauce, Hoisin-Sauce und weitere Saucen.
Seine Produkte werden in über 100 Ländern weltweit verkauft, darunter auch in Festlandchina und auf vielen Überseemärkten, darunter Nordamerika, Europa, Südostasien, Australien und Neuseeland. Wichtige Produktionsstätten befinden sich in der Volksrepublik China, Hongkong, Malaysia und den Vereinigten Staaten.

## Geschichte
Gegründet wurde das Unternehmen von Lee Kum Sheung (李錦裳), einem Koch in einem kleinen Lokal, das gekochte Austern verkaufte. Er gilt als Erfinder der Austernsauce. Laut der Gründungslegende kochte er dabei eine Austernsuppe zu lange, so dass sie zu einer Sauce geworden war. 1888 gründete er das Unternehmen Lee Kum Kee, um das zu vermarkten, was heute zu einem Grundnahrungsmittel in der kantonesischen und südchinesischen Küche geworden ist. Das Unternehmen wird bis heute von der Familie Lee als Familienunternehmen geführt, bis 2021 von Lee Man Tat, welcher bei seinem Tod zu den reichsten Unternehmern in Hongkong gehörte.
Von 1902 bis 1932 befand sich das Büro des Unternehmens in Macau und 1932 zog es in seinen neuesten Hauptsitz in Hongkong um. Lee Kum Kee eröffnete einen Hauptsitz in den Vereinigten Staaten von Amerika in der Stadt Industry, Kalifornien, im Großraum Los Angeles, gefolgt von einem kanadischen Hauptsitz in Toronto, Ontario.
Im Juli 2017 erwarb die Gruppe den Londoner Wolkenkratzer 20 Fenchurch Street (The Walkie-Talkie) für 1,3 Milliarden Pfund, was eine rekordverdächtige Transaktion für ein einzelnes Gebäude im Vereinigten Königreich darstellte.